# Dutch Open 2023
Il Dutch Open 2023, noto come Van Mossel KIA Dutch Open 2023 per motivi di sponsorizzazione, è stato un torneo maschile di tennis professionistico giocato sul cemento. È stata la 55ª edizione del torneo e faceva parte della categoria Challenger 75 nell'ambito dell'ATP Challenger Tour 2023. Si è giocato al National Tennis Centre di Amersfoort, nei Paesi Bassi, dal 17 al 23 luglio 2023.

## Partecipanti

### Teste di serie
| Nazionalità | Giocatore             | Ranking* | Testa di serie |
| ----------- | --------------------- | -------- | -------------- |
| Argentina   | Facundo Díaz Acosta   | 115      | 1              |
| Brasile     | Felipe Meligeni Alves | 134      | 2              |
| Regno Unito | Jan Choinski          | 164      | 3              |
| Paesi Bassi | Jelle Sels            | 167      | 4              |
| Germania    | Maximilian Marterer   | 170      | 5              |
| Paesi Bassi | Jesper de Jong        | 177      | 6              |
| Romania     | Nicholas David Ionel  | 192      | 7              |
| Francia     | Titouan Droguet       | 205      | 8              |

* Ranking al 3 luglio 2023.

### Altri partecipanti
I seguenti giocatori hanno ricevuto una wild card per il tabellone principale:
- Alec Deckers
- Guy den Ouden
- Sander Jong

Il seguente giocatore è entrato in tabellone come alternate:
- Manuel Guinard

I seguenti giocatori sono passati dalle qualificazioni:
- Joris De Loore
- Niels Visker
- Michael Vrbenský
- Elmer Møller
- Mathys Erhard
- Tibo Colson

I seguenti giocatori aono entrati in tabellone come lucky loser:
- Àlex Martí Pujolràs
- Luca Potenza

## Punti e montepremi
| Torneo    | Torneo              | V     | F     | SF    | QF    | 2T    | 1T  | Q | Q2  | Q1  |
| Singolare | Punti               | 75    | 50    | 30    | 16    | 7     | 0   | 4 | 2   | 0   |
| Singolare | Premi in denaro (€) | 9,880 | 5,820 | 3,450 | 2,000 | 1,165 | 720 | – | 360 | 185 |
| Doppio    | Punti               | 75    | 50    | 30    | 16    | –     | 0   | – | –   | –   |
| Doppio    | Premi in denaro (€) | 4,250 | 2,450 | 1,480 | 880   | –     | 500 | – | –   | –   |

## Campioni

### Singolare
Maximilian Marterer ha sconfitto in finale  Titouan Droguet con il punteggio di 6–4, 6–2.

### Doppio
Manuel Guinard /  Grégoire Jacq hanno sconfitto in finale  Mats Hermans /  Sander Jong con il punteggio di 6–4, 6–4.